# 六甲国際ゴルフ倶楽部
六甲国際ゴルフ倶楽部（ろっこうこくさいゴルフくらぶ）は、兵庫県神戸市北区山田町に広がるゴルフ場である。

## 概要
1973年（昭和48年）3月、「六甲国際ゴルフ倶楽部」を発足し、1975年（昭和50年）8月23日、神戸市の六甲山の麓に、加藤福一の設計による36ホールのコースを開場した。
1996年（平成8年）、ジャック・ニクラスの監修で米国のシェイパーによるコースの改造が行われた。コースは、なだらかな地形でフェアウェイの巾も広く豪快なプレーが楽しめる丘陵コースである。コースレイアウトで特徴的なのは、ほとんどのコースは開放的であるが、グリーンは砲台型や受けグリーンなどホールごとに個性があることである。
日本のプロゴルフメジャー大会の1つにして日本ゴルフ協会主催競技でもあり、日本選手権大会に相当する日本オープンゴルフ選手権競技大会を2回の開催実績がある。
また、2006年より日本女子プロゴルフ協会（JLPGA）公式ツアー大会『宮里藍 サントリーレディスオープンゴルフトーナメント』を開催しているコースでもある。

## 所在地
〒651-1263 兵庫県神戸市北区山田町西下字押部道15番地

## コース情報
- 開場日 - 1975年8月23日
- 設計者 - 加藤 福一、改修 シェイパー（ジャック・ニクラス監修）
- 面積 - 2,279,901m2（約65万坪）
- コースタイプ - 丘陵コース
- コース - 36ホールズ、パー143、東コース7,416ヤード、西コース6,824ヤード、コースレート東コース76.0、西コース 72.2
- グリーン - 1グリーン、ベント（ペンクロス）
- フェアウエイ - コーライ
- ラフ - ノシバ
- ハザード - バンカーの数163、池が絡むホール数8
- プレースタイル - 乗用カート(5人乗り)リモコン式、キャディ・セルフ選択可
- 練習場 - 48打席 288ヤード
- 休場日 - 毎週月曜日、12月31日、1月1日[4][5]

## クラブ情報
- ハウス面積 - 1,400m2（423.5坪）
- ハウス設計 - 大丸建築設計事務所
- ハウス施工 - 株式会社大林組[6][7]

## ギャラリー
- コース - 「六甲国際ゴルフ倶楽部」、コース
- ハウス - 「六甲国際ゴルフ倶楽部」、倶楽部ハウス

## 交通アクセス
鉄道
- 谷上駅（神戸市営地下鉄北神線・神戸電鉄）よりタクシー利用 約20分
- 新神戸駅（山陽新幹線・神戸市営地下鉄山手線・北神線）よりタクシー利用 約30分

道路
- 阪神高速道路北神戸線 - 箕谷出入口より 5.7km 約10分
- 神戸淡路鳴門自動車道 - 神戸西ICより 4km 約8分[8]

## メジャー選手権
- 1983年（昭和58年） - 第48回 日本オープンゴルフ選手権競技大会開催[9]
- 2015年（平成27年） - 第80回 日本オープンゴルフ選手権競技大会開催[9]

## 関連文献
- 『月刊ゴルフマネジメント』、7月20(179)、「六甲国際ゴルフ倶楽部」、東京 一季出版、1999年7月、2020年8月11日閲覧
- 『週刊ダイヤモンド』、ダイヤモンド社 編、91(8) (通号 3971)、「Good Shot! 週刊ダイヤモンドが選んだ日本のベスト・コース150(40)第107位 六甲国際ゴルフ倶楽部」、西澤忠著、東京 ダイヤモンド社、2003年2月22日、2020年8月11日閲覧
- 『ゴルフ場ガイド 西版』2006-2007、「六甲国際ゴルフ倶楽部（兵庫県）」、東京 ゴルフダイジェスト社、2006年5月、2020年8月11日閲覧
- 『月刊ゴルフマネジメント』、39(437)、「クローズアップ21(その208)六甲国際ゴルフ倶楽部 初心者プログラムも始動して、メンバーのニーズに応える環境づくり」、東京 一季出版、2018年5月、2020年8月11日閲覧